# Verbascum sarikamischense
Verbascum sarikamischense är en flenörtsväxtart som beskrevs av Hub.-mor.. Verbascum sarikamischense ingår i släktet kungsljus, och familjen flenörtsväxter. Inga underarter finns listade i Catalogue of Life.